# Trigona hyalinata
Trigona hyalinata är en biart som först beskrevs av Amédée Louis Michel Lepeletier 1836.  Trigona hyalinata ingår i släktet Trigona och familjen långtungebin. Inga underarter finns listade i Catalogue of Life.